# 淀川神社
淀川神社（よどがわじんじゃ）は、大阪市都島区毛馬町にある神社。1953年（昭和28年）に旧友渕村の氏神を祀っていた十五神社と旧毛馬村の氏神を祀っていた八幡大神宮（八幡神社）の神を合祀する形で十五神社の境内に設立された。

## 歴史
十五神社、八幡大神宮ともに創建年代は不明であるが、平安時代初期に「毛志馬」や「鞆淵」などの地名が見られることから、その頃から氏神社として祀られたものではないかとされる。当時、淀川河口の海賊を取り締まる為の役人が同地に配備され、彼らによって全国に名高い15柱の神々、十五神を祀った事から「十五神社」と呼ばれるようになったと伝えられている。
1909年（明治42年）6月1日、政府の命令により八幡大神宮は同区の櫻宮に、次いで11月22日には十五神社が旭区の大宮神社にそれぞれ合祀された。それ以来、氏神がいなくなった両地域の住民から神社の復興を求める声が高まり、1953年（昭和28年）10月22日、社殿のみ残されていた旧十五神社の境内を利用して毛馬町、大東町、友渕町の総鎮守として再び十五神を大宮神社から勧請し、当社は再興された。1959年（昭和34年）、単立宗教法人の承認を得た。

## 与謝蕪村像
当社の本殿前には江戸時代の俳人、与謝蕪村の銅像がある。蕪村は毛馬村の有力者の家の生まれで、20歳になる前に村を出た。その後は江戸や京都に移り住み、一度も故郷に帰る事は無かったが、晩年、毛馬に帰省する少女を描いた俳詩「春風馬提曲」を作り、その中で「春風や 堤長ごうして 家遠し」という俳句を詠んでいる。当社の蕪村像は大阪文化の活性化を目指すNPO法人により蕪村の生誕300年記念事業の一つとして発案され、神社との協力の元で設置。2016年（平成28年）1月23日に除幕式が開かれた。銅像は高さ約65センチ、幅約70センチ。当社では2015年（平成27年）元日から俳句の奉納も行われている。

## 祭神
- 主祭神 - 天照皇大神、八幡皇大神、春日大神、熊野大神、松尾大神、廣田大神、住吉大神、加茂大神、白山大神、稲荷大神、子守大神、三十川大神、大原野大神、生野大神、布留大神の15柱。

## 境内
- 本殿
- 拝殿
- 社務所
- 淡嶋神社 - 祭神：少名比古名神
- 稲荷社 - 祭神：宇賀御魂神
- 与謝蕪村像

## 交通
- おおさか東線 「城北公園通駅」より西へ1.1km。
- Osaka Metro谷町線 「都島駅」より北へ1.3km、「天神橋筋六丁目駅」より北東へ1.5km。
- 大阪シティバス34号系統、57号系統 「毛馬橋」停留所すぐ。